# Bogdan-Daniel Deac
Bogdan-Daniel Deac (ur. 8 października 2001 w Râmnicu Vâlcea) to rumuński arcymistrz szachowy. W 2014 został najmłodszym mistrzem międzynarodowym w Rumunii mając 12 lat, 10 miesięcy i 15 dni. W czerwcu 2016 został najmłodszym arcymistrzem w Rumunii, w wieku 14 lat, 7 miesięcy i 27 dni.

## Kariera szachowa
Zaczął grać w szachy w wieku siedmiu lat. W czasie kariery reprezentował dwa kluby: klub z Râmnicu Vâlcea, gdzie trenował go Ioan Varlan, oraz Uniwersytecki Klub Sportowy Ploiești.
Pierwszą normę na mistrza międzynarodowego wypełnił podczas turnieju Tradewise Gibraltar 2014. Drugą normę zdobył podczas mistrzostw Rumunii w szachach (kwiecień/maj 2014) uzyskując 7,5 punktów z 11 partii. Ostatnią normę uzyskał w sierpniu 2014 podczas turnieju Schwarzach Open. Ponieważ już w lipcu 2014 roku jego ranking Elo wynosił 2400 (jeden z warunków wymaganych do uzyskania tytułu mistrza międzynarodowego), mógł posługiwać się tym tytułem już podczas ostatniej, dziewiątej partii (odbyła się 23 sierpnia 2014), kiedy to udało mu się zremisować ze zwycięzcą całego turnieju, arcymistrzem Witalijem Kuninem.
Normy niezbędne do tytułu arcymistrza uzyskał w latach 2015–2016. Pierwszą osiągnął na turnieju Zalakaros Open 2015, drugą w lutym 2016 na Graz Open, a trzecią podczas kolejnej edycji Zalakaros Open 4 czerwca 2016.
W 2015 roku wygrał indywidualny Turniej Królów Romgaz, pokonując doświadczonego niemieckiego zawodnika Daniela Fridmana.
We wrześniu 2016 roku na Olimpiadzie Szachowej w Baku Bogdan-Daniel Deac grał na trzeciej szachownicy, kończąc turniej z bardzo dobrym wynikiem: 7/10 punktów (+5-1=4). Przegrał jedynie, grając czarnymi, z gruzińskim arcymistrzem Lewanem Panculają.
Najwyższy ranking w karierze osiągnął 1 września 2022 r., wyniósł on 2710 punktów.